# Bataille de Beecher Island
Guerres indiennes
La bataille de Beecher Island est un engagement militaire qui opposa du 17 au 25 septembre 1868 plusieurs tribus amérindiennes à l'armée des États-Unis le long de la rivière Arikaree, près de l'actuelle ville de Wray dans le Colorado.

## Contexte
Après une série de raids menés par les Sioux, les Cheyennes et les Arapahos contre les colons américains installés dans les vallées de la Solomon et de la Saline pendant l'été 1868, le major-général Philip Sheridan demande au major George A. Forsyth, assisté du lieutenant Frederick Henry Beecher, de réunir une compagnie de 50 hommes pour se mettre à la poursuite des Amérindiens hostiles.

## Bataille

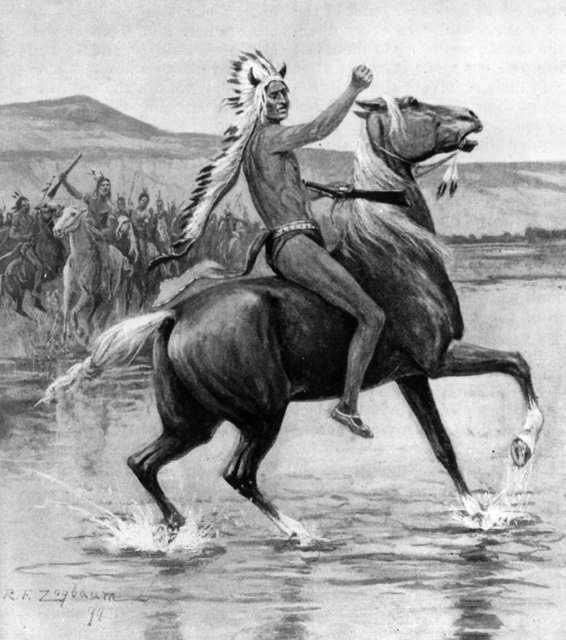
Roman Nose, un Amérindien (Cheyenne), à cheval lors de la bataille de l'île Beecher. Un groupe de spectateurs à cheval l'encourage.

Au matin du 17 septembre, le groupe de Forsyth se fait attaquer par plusieurs centaines de guerriers amérindiens menés par le chef cheyenne Roman Nose. Ils se réfugient alors sur une petite île située sur la rivière Arikaree. Malgré la mort de plusieurs hommes, dont Beecher, ils parviennent à repousser plusieurs charges des Amérindiens. Au cours d'une de ces charges, Roman Nose est tué. Forsyth, lui-même blessé à la cuisse, envoie deux hommes, Jack Stiwell et Pierre Trudeau, chercher de l'aide au fort Wallace en essayant de se frayer un chemin à travers les lignes amérindiennes.
Le lendemain, les Amérindiens renouvellent les attaques mais les Américains, qui ont pu se retrancher durant la nuit, les repoussent et ne subissent aucune perte. Forsyth envoie deux nouveaux messagers à Fort Wallace, Chauncey B. Whitney et Allison J. Pliley, dans l'hypothèse que les deux précédents aient été capturés ou tués mais ils ne parviennent pas à franchir les lignes adverses et reviennent. À la fin du troisième jour, les attaques ont pratiquement cessé et les Américains s'occupent des blessés. À court de provisions, ils sont contraints de se nourrir de la viande de leurs chevaux morts. Forsyth envoie de nouveau deux hommes, Pliley et Jack Donovan, chercher de l'aide à Fort Wallace. Le cinquième jour, alors que les Américains pensaient qu'ils s'étaient tous retirés, les Amérindiens déclenchent une fusillade sur le petit groupe retranché sur l'île. Les jours suivants sont plus tranquilles mais Forsyth et ses hommes souffrent du manque de soin pour les blessés et de nourriture, la viande de leurs chevaux étant devenue rance.

## Arrivée des secours

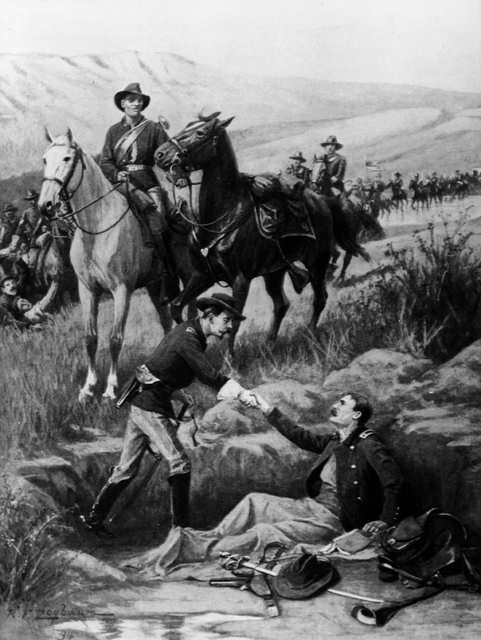
Le capitaine Carpenter venant au secours du major Forsyth.

Le 22 septembre, Stilwell et Trudeau arrivent finalement au fort Wallace et le colonel Henry Bankhead envoie un courrier au capitaine Louis H. Carpenter qui est en patrouille avec la compagnie H du 10e régiment de cavalerie, lui demandant de venir rapidement en aide à Forsyth. Le lendemain, Bankhead lui-même se met en route, accompagné de Stilwell comme guide. Le même soir, Pliley et Donovan arrivent au fort après le départ des troupes de Bankhead. Donovan retourne avec quatre hommes en direction de l'île et Pliley est envoyé chercher une autre unité de cavalerie sous le commandement du colonel James Brisbin. Au matin du 25 septembre, Donovan est de retour sur l'île, suivi peu après par le capitaine Carpenter et ses hommes. Les hommes reçoivent de la nourriture et les blessés sont pris en charge, avant d'être ramenés en ambulance au fort Wallace le 27 septembre.